# Mildred (Teksas)
Mildred – miasto w Stanach Zjednoczonych, w stanie Teksas, w hrabstwie Navarro.